# بير كارلسون (لاعب كرة قدم)
بير كارلسون (بالسويدية: Per Karlsson)‏ هو لاعب كرة قدم سويدي، ولد في 20 أبريل 1989 في فالكنبرغ في السويد. لعب مع نادي فالكنبرغ.

## وصلات خارجية
- بير كارلسون (لاعب كرة قدم) على موقع اتحاد السويد (السويدية)
- بير كارلسون (لاعب كرة قدم) على موقع قاعدة بيانات كرة القدم.إي يو (الإنجليزية)
- بير كارلسون (لاعب كرة قدم) على موقع Soccerway.com (الإنجليزية)